# 杜本印
杜本印（1956年9月—），河南长垣人。男，汉族。加入中国共产党。中国人民解放军少将军衔。
长期于中国人民解放军南海舰队服役，曾任驻海南三亚的海军92730部队政委等职，并于2013年8月前任南海舰队副政委。2016年1月，任中国人民解放军南部战区海军副政委。
2013年，当选第十二届全国人民代表大会解放军代表。